# A bosszú angyala (teleregény)
A bosszú angyala (La otra cara del Alma) 2012 és 2013 között vetített mexikói teleregény, amelyet Laura Sosa alkotott. A főbb szerepekben Gabriela Spanic, Eduardo Capetillo, Michelle Vieth, Jorge Alberti, Saby Kamalich és Sergio Klainer látható.
Mexikóban 2012. november 12-én az Azteca Trece, Magyarországon az RTL Klub 2013. május 21-én mutatta be.

## Történet
Alma, Roberto, Daniela és Armando együtt nőnek fel. Váratlanul a két lány, Daniela és Alma elveszíti szüleit, Alma a tragédia után árvaházba kerül, ahol bosszút esküszik Don Carlos családja ellen, akik nem voltak hajlandók befogadni rokonukat. Don Carlosé Mexikó egyik legnagyobb hírű ékszermanufaktúrája, melyből annak idején Alma apját kisemmizte. Almát Josefina, Carlos felesége veszi magához, azonban Alma továbbra sem hajlandó elfelejteni az őt ért sérelmeket.

## Szereposztás
| Színész            | Szerep                                  | Megjegyzés | Magyar hang        |
| ------------------ | --------------------------------------- | --- | ------------------ |
| Gabriela Spanic    | Alma Hernández Quijano                  | José Luis és Ofelia lánya, Josefina unokahúga, Daniela unokatestvére, Armando szeretője, szerelmes Robertóba                           | Orosz Anna         |
| Eduardo Capetillo  | Roberto Monteagudo                      | Alma szerelme, szerelmes Almába majd Danielába.                                                                                        | Haagen Imre        |
| Michelle Vieth     | Daniela de la Vega Quijano              | Dionisio és Roxana lánya, Armando menyasszonya, Alma unokatestvére, Josefina unokája, Abel rokona, szerelmes Armandóba majd Robertóba. | Németh Borbála     |
| Jorge Alberti      | Armando de Alba                         | Joaquín és Elvira fia, Daniela vőlegénye, Alma szeretője                                                                               | Szabó Máté         |
| Sergio Klainer     | Ernesto atya                            | Pap | Németh Gábor       |
| Saby Kamalich      | Josefina Quijano Vda. de De la Vega     | Carlos felesége, Roxana édesanyja, Ofelia nagynénje, Daniela nagyanyja, Alma nagynénje                                                 | Dallos Szilvia     |
| Ramiro Huerta      | Margarito Maldonado "Gallo"             | José Luis barátja, kormányzó, Almába szerelmes                                                                                         | Szatmári Attila    |
| Verónica Langer    | Felícitas Durán                         | Alkalmazott a de la Vega-házban, Remedios és Sofía édesanyja, Daniela dadája, Mariana nagymamája                                       | Rátonyi Hajni      |
| Cecilia Piñeiro    | Sofía Durán                             | Felícitas lánya, Mariana édesanyja, Remedios testvére, Abel szerelme                                                                   | Zakariás Éva       |
| Lambda García      | Marcos Figueroa                         | Mauricio és Lucía fia, Remedios szerelme                                                                                               | Pálmai Szabolcs    |
| Esmeralda Ugalde   | Remedios Durán                          | Felícitas lánya, Sofía testvére, Mariana nagynénje, Marcos barátnője                                                                   | Kelemen Kata       |
| Fernando Sarfatti  | Joaquín de Alba                         | Elvira férje, Armando édesapja, Alma egyik szeretője                                                                                   | Imre István        |
| Carmen Beato       | Elvira de de Alba                       | Joaquín felesége, Armando édesanyja | Szórádi Erika      |
| Javier Escobar     | Fernando Suarez "Jejen"                 | Valiente édesapja | Varga Rókus        |
| Sergio Bonilla     | Abel                                    | Nieves fia, Sofía szerelme, Daniela nagybátyja                                                                                         | Renácz Zoltán      |
| Amaranta Ruíz      | Nieves                                  | Abel édesanyja | Czifra Krisztina   |
| Fidel Garriga      | Orlando                                 | | Barbinek Péter     |
| Melissa Barrera    | Mariana Durán                           | Sofía lánya, Remedios unokahúga, Valiente barátnője, Felicitas unokája                                                                 | Andrádi Zsanett    |
| Giovanni Florido   | Valiente                                | Jejen fia, Mariana barátja | Markovics Tamás    |
| Pia Watson         | Alejandra Macías / Alejandra De la Vega | | Huszárik Kata      |
| Eugenio Montessoro | Mauricio Figueroa                       | Lucía férje, Marcos édesapja | Várday Zoltán      |
| Eva Prado          | Lucía de Figueroa                       | Mauricio felesége, Marcos édesanyja | Menszátor Magdolna |
| Ana Karina Guevara | Ernestina de Suárez                     | Valiente édesanyja | Téglás Judit       |
| Mayte Gil          | Rosi                                    | Alkalmazott az ékszer manufaktúrában, Karla barátnője                                                                                  | Sipos Eszter Anna  |
| Adriana Lumina     | Karla                                   | Alkalmazott az ékszer manufaktúrában, Rosi barátnője                                                                                   | Sánta Annamária    |
| Luis Cárdenas      | Carlos de la Vega                       | Josefina férje, Roxana édesapja | Kajtár Róbert      |